# قائمة حوادث تلوث الطعام
حوادث تلوث الطعام العَرَضي بالإضافة إلى حوادث غشّه المقصود:
- 2009 سكاكر هولا بوبس من المكسيك الملوثة بالرصاص.[1]
- 2008 فضيحة حليب الأطفال [الإنجليزية] بالميلامين الناتج عن التلوث بالبروتين الذي مر خلال السلسلة الغذائية بعد ذلك بسنة. [2]
- 2007 سحب طعام الحيوانات من السوق والذي شكّل جزءاً من عملية التصدير الصيني للبروتين الملوث من ناحية الميلامين كمكوِّن مغشوش.
- 1987 قامت شركة أغذية بيتش نَت [الإنجليزية] بدفع مبلغ 2.2 مليون دولار (كانت آنذاك أكبر غرامة تم التكليف بها) وذلك لانتهاكها عمل اتفاقية الطعام، الدواء، ومستحضرات التجميل الفيدرالية ببيعها مياهاً بنكهة السكّر الصناعي على أنها عصير تفاح. وقد تمت إدانة جون لايفري [الإنجليزية]، نائب رئيس الشركة لإدارة العمليات، في محكمة الجنايات وحُكم عليه بالسجن لسنة ويوم. كما تمت إدانة نايل هويفالد [الإنجليزية]، رئيس الشركة، بتأدية خدمات مجتمعية لمدة ست شهور. وقد قام كل ٌمنهما أيضا ًبدفع مئة ألف دولار كغرامة مالية.[3]
- 1986 حادثة النبيذ الإيطالي المغشوش بمادة الإيثلين غلايكول والتي ذهب ضحيتها أكثر من 18 شخصاً.[4]
- 1985 حادثة النبيذ الأسترالي المغشوش بمادة دايثيلين غلايكول.[4]
- 1972 حادثة التسمم بالزئبق في العراق والتي ذهب ضحيتها 100 إلى 400 شخص، عندما حدث استهلاك بشري لبذور معالجة بالزئبق، كمادة مبيدة للفطريات، كانت مُعدة للزراعة.[5]
- 1858 حادثة تسمم الحلويات في برادفورد- انجلتر [الإنجليزية] ا بالزرنيخ في السكاكر.[6]